# Pier Luigi Passoni
Pier Luigi Passoni (Valenza, 27 aprile 1894 – Torino, 18 marzo 1969) è stato un partigiano e politico italiano, senatore dal 1963 al 1968.

## Biografia
Aveva aderito al Partito Socialista nel 1917 e, nel primo dopoguerra, si era battuto contro il nascente fascismo. Il suo orientamento politico gli aveva valso, nel 1927, l'arresto e il deferimento al Tribunale speciale. Se la cavò con un "non luogo a procedere". Dopo l'8 settembre 1943, Passoni entrò nelle file della Resistenza piemontese. Membro del CLN regionale in rappresentanza del Partito socialista, fu attivissimo nel servizio informazioni, negli scambi di prigionieri, nella ricerca e nel reperimento di mezzi per il potenziamento del movimento partigiano.
Dopo la Liberazione il CLN lo nominò prefetto di Torino, incarico che mantenne sino al febbraio 1946. In seguito Passoni fu presidente della STIPEL (la sola azienda telefonica italiana di allora), e consigliere comunale a Torino. Eletto nel 1963 senatore del PSI per il Collegio della Valle di Susa, aderì nel 1964 al PSIUP, all'atto della sua costituzione. È stato anche presidente dell'ANPI provinciale di Torino. Termina il proprio mandato parlamentare nel 1968.
Muore a 74 anni, nel marzo del 1969.